# 宏琳厝
宏琳厝，俗称新壶里，是位于福建省福州市闽清县坂东镇新壶村的古民居，是目前中国最大的单栋建筑古民居，也是中国国家AAA级景区、福建省文物保护单位。宏琳厝居住着黄姓家族。历经11代后，已形成一个自然村落。

## 历史沿革
宏琳厝由药材商人黄祖嘉（1755年—1815年，字作宾，号寅轩）始建于清乾隆六十年乙卯（1795年），并由其子黄宏琳建成于道光三年（1823年），前后历时28年。1940年代，项南等中共早期领导人曾在此领导中共组织抗日。1997年，闽清县政府将宏琳厝定为第五批县级文物保护单位，并于1998年6月1日对外开放。2005年宏琳厝成为第六批福建省文物保护单位。2008年6月22日起，位于宏琳厝第一进的宏琳厝博物馆对游客免费开放。2016年7月，台风尼伯特登陆福建省，闽清县遭遇强降雨和洪水灾害，宏琳厝被严重损毁，建筑被洪水冲塌。2020年，在当地政府与民间的共同努力下，宏琳厝历经3年得以全面修复，恢复到受灾前的状态。

## 布局结构
宏琳厝两层半土木结构三进房屋，主轴线两边设置平衡。由虎头门直入三进，各进之间隔一横街，由过雨亭相连。其中第一进由家中的小字辈居住，第二进由家中的中字辈居住，第三进由家中的老字辈居住。
宏琳厝建筑为土木结构，使用木材7万多根。宏琳厝占地面积17000多平方米，有大小厅堂35间，花圃25个，天井30个，风火墙36堵，水井4口，大门13个，住房666间。

## 题字
宏琳厝内的三块匾皆为名人题字。
- 大门口匾上的“宏琳厝”三字为项南于1993年宏琳厝奠基200周年时应邀书写的。
- 二进大厅上方挂的是“敬国强”为郭沫若于1940年的题字。
- 三进大厅上方悬挂的“紫薇銮驾”为清咸丰皇帝题的匾。

## 教育
宏琳厝的家训是：“勤俭崇文”。黄祖嘉于1755年至1815年创建了“崇文学堂”，后改称文泉书院，是现今闽清县第二中学（文泉中学）的前身。